# Mbare
Mbare (fondée sous le nom Harari en 1907 et rebaptisée en 1982) est une banlieue sud de haute densité (township) de Harare, au Zimbabwe, un des quartiers les plus connus, les plus animés et les populaires, caractérisé également par de grands marchés.

## Historique

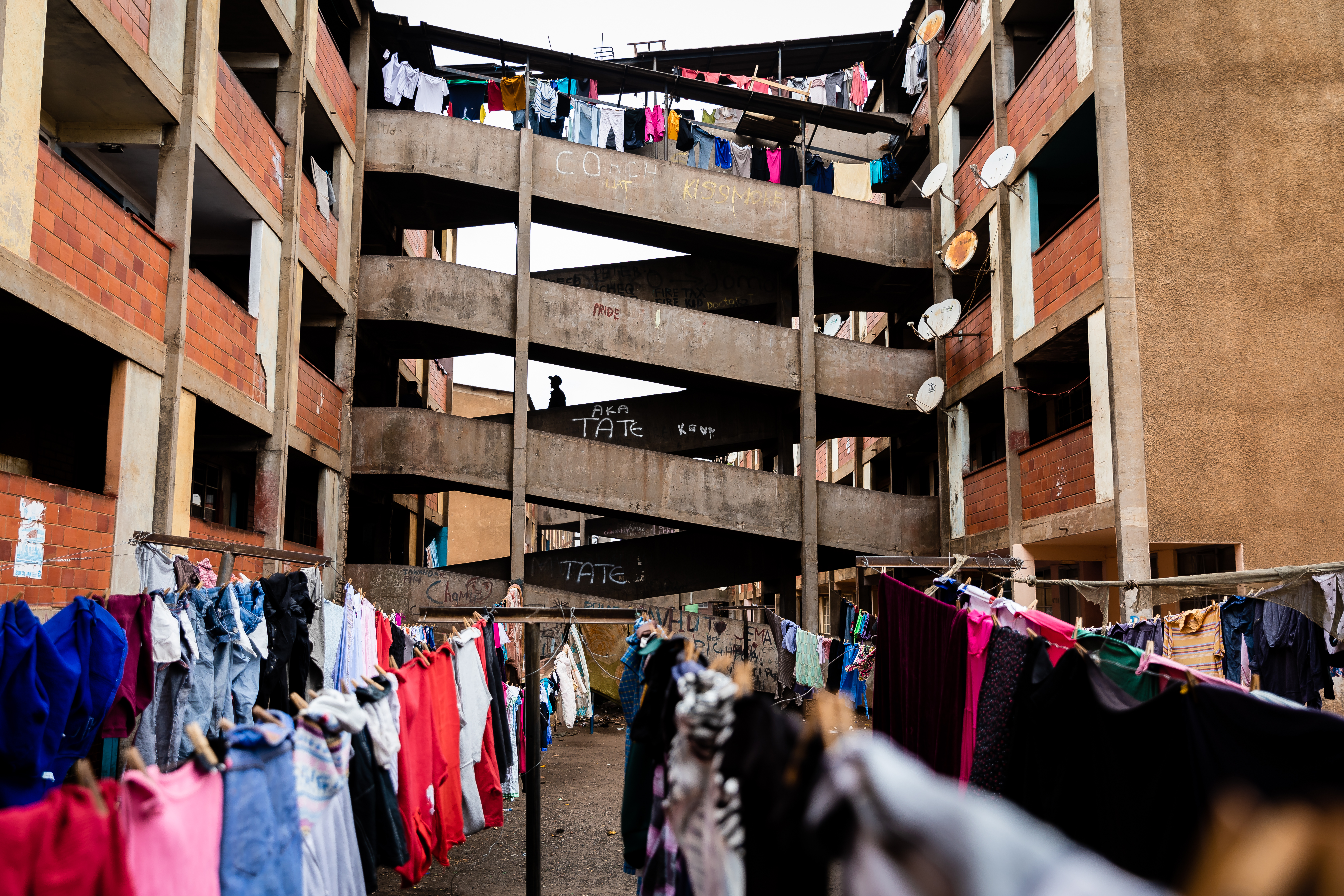
Les Matapi flats, construits dans les années 1940 pour accueillir les ouvriers noirs.

C'est la première banlieue à haute densité (un township  pour les travailleurs noirs africains de la capitale), établie au début du XXe siècle. À cette époque, elle est située près du cimetière de la ville, des égouts et de l'abattoir. Elle s'appelle à l'origine Harare, un nom repris ultérieurement, après l'indépendance, pour désigner la capitale elle-même.
La croissance de l'activité industrielle à partir des années 1930 s'accompagne d'une croissance démographique dans ce quartier, et la pénurie de travailleurs dans les années 1940 motive la construction de logements pour des célibataires, aujourd'hui habités par des familles. Les travailleurs s'implantant ici peuvent venir initialement du Mozambique, du Malawi, de Zambie, etc., les travailleurs originaires de la région proche préférant quelquefois continuer à loger, à l'époque, dans leur habitat rural,,.
Mbare est devenu un quartier populaire de la capitale, connu, et animé (le véritable centre-ville pour les africains, à quelques kilomètres du centre-ville théorique). Un quartier comprenant la gare routière nationale et une activité commerciale caractérisée par de grands marchés.
En mai 2005, des parties importantes de Mbare ont été détruites par la police et les forces militaires au cours d'une opération appelée Operation Murambatsvina.

## Activités économiques

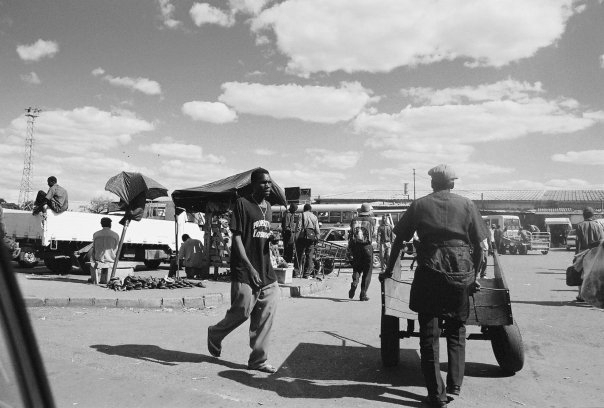
Marché et gare routière de Mbare

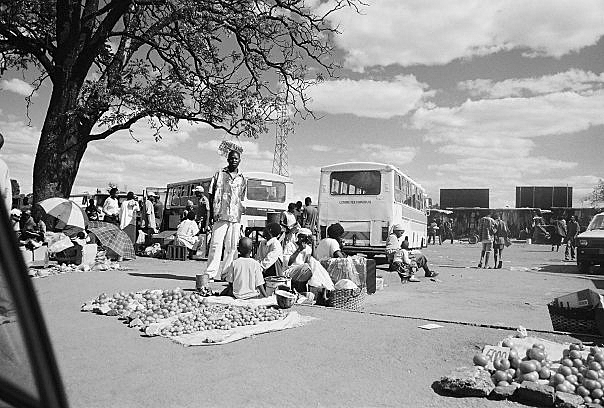
Vendeurs à Mbare

### Les marchés
Mbare Musika est le plus grand marché de produits agricoles au Zimbabwe. Les agriculteurs y livrent leurs récoltes fraîches. Il y a d'autres places de marché à Mbare, notamment Mupedza Nhamo, un marché pour les vêtements bon marché, ; Magaba, un marché pour les produits métalliques et autres contenants ; le Curio Market, le plus grand marché pour les œuvres d'art traditionnelles,,.

### Gare routière
Grâce à la station de bus centrale, le marché de Mbare Musika est un Hub routier relié par bus à toutes les différentes destinations au Zimbabwe et les pays voisins.

## Lieux culturels
Un des lieux culturels les plus symboliques de Mbare est le centre culturel Mai Musodzi Hall, lieu de divertissement et de cinéma dont le nom évoque une militante féministe et indépendantiste.

## Sports
Le stade de Rufaro, qui accueillait les sixièmes Jeux africains, figure parmi les clieux emblématiques de Mbare. Dynamos F.C. (également connu sous le nom de "Dembare"), l'une des meilleures équipes de football du pays, a son terrain d'origine au stade Rufaro. Pour le Jour de l'Indépendance en 1980, Bob Marley a joué un concert au stade de Rufaro.